# Ель-Калафате
Ель-Калафа́те (ісп. El Calafate) — місто в аргентинській провінції Санта-Крус.

## Географія
Знаходиться на березі озера Архентіно і є центром департаменту Лаго-Архентіно. Найближчий населений пункт до Національного парку Лос-Гласьярес.

### Клімат
Місто знаходиться у зоні, котра характеризується кліматом тропічних степів. Найтепліший місяць — січень із середньою температурою 13,4 °C. Найхолодніший місяць — липень, із середньою температурою 1,2 °С.
| Клімат Ель-Калафате     | Клімат Ель-Калафате | Клімат Ель-Калафате | Клімат Ель-Калафате | Клімат Ель-Калафате | Клімат Ель-Калафате | Клімат Ель-Калафате | Клімат Ель-Калафате | Клімат Ель-Калафате | Клімат Ель-Калафате | Клімат Ель-Калафате | Клімат Ель-Калафате | Клімат Ель-Калафате | Клімат Ель-Калафате |
| Показник                | Січ.                | Лют.                | Бер.                | Квіт.               | Трав.               | Черв.               | Лип.                | Серп.               | Вер.                | Жовт.               | Лист.               | Груд.               | Рік                 |
| Абсолютний максимум, °C | 27                  | 27                  | 27                  | 18                  | 17                  | 18                  | 17                  | 16                  | 17                  | 27                  | 27                  | 27                  | 27                  |
| Середній максимум, °C   | 19,2                | 18,7                | 16,2                | 12,4                | 7,6                 | 4,8                 | 4,7                 | 6,9                 | 10,5                | 14,2                | 16,7                | 18,5                | 12,5                |
| Середня температура, °C | 13,4                | 13,1                | 10,7                | 7,6                 | 3,9                 | 1,5                 | 1,2                 | 2,6                 | 5,3                 | 8,5                 | 11,2                | 12,8                | 7,7                 |
| Середній мінімум, °C    | 7,8                 | 7,5                 | 5,2                 | 2,8                 | −0,3                | −2,4                | −2,8                | −1,5                | 0,1                 | 2,7                 | 5                   | 6,6                 | 2,6                 |
| Абсолютний мінімум, °C  | −2                  | 0                   | −2                  | −8                  | −7                  | −10                 | −11                 | −12                 | −7                  | −2                  | −1                  | 0                   | −12                 |
| Норма опадів, мм        | 5.9                 | 4.3                 | 7.5                 | 14                  | 19.2                | 18.1                | 16.3                | 16.1                | 6.3                 | 8.7                 | 3                   | 3.9                 | 123.3               |
| Днів з опадами          | 3                   | 3                   | 4                   | 6                   | 7                   | 6                   | 7                   | 5                   | 3                   | 4                   | 3                   | 2                   | 53                  |
| Днів з дощем            | 1                   | 1                   | 2                   | 2                   | 2                   | 1                   | 1                   | 1                   | 1                   | 1                   | 1                   | 1                   | 19                  |
| Вологість повітря, %    | 48                  | 48                  | 51                  | 59                  | 69                  | 73                  | 73                  | 68                  | 58                  | 51                  | 46                  | 46                  | 57.5                |
| ----------------------- | ------------------- | ------------------- | ------------------- | ------------------- | ------------------- | ------------------- | ------------------- | ------------------- | ------------------- | ------------------- | ------------------- | ------------------- | ------------------- |
| Джерело: Weatherbase    |                     |                     |                     |                     |                     |                     |                     |                     |                     |                     |                     |                     |                     |

## Історія

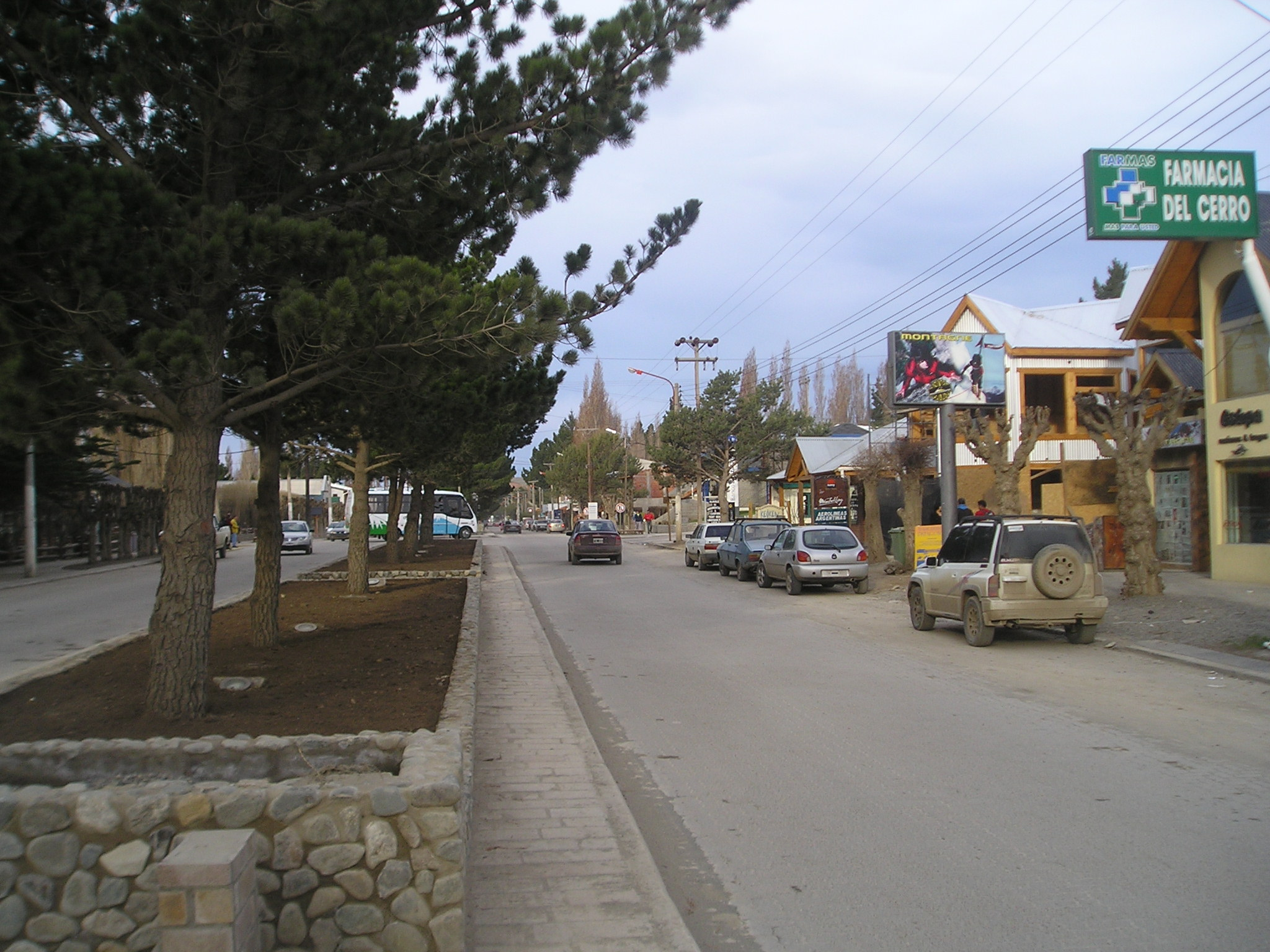
Головна вулиця міста - Авеніда Сан-Мартін

До приходу європейців у цій місцевості жили індіанці теуельче, які прибули сюди близько 9000 років тому.
На початку своєї історії селище було лише зупинкою на шляху транспортування вовни з інших поселень регіону. Подібні зупинки робили кожні 3 ліги, оскільки саме таку відстань могли пройти воли за день.
Перше поселення на місці, де зараз знаходиться місто Ель-Калафате, виникло на початку XX століття. 1913 року у цій місцевості побудував своє ранчо Армандо Гільйон. Невдовзі до нього приєдналися ще дві родини.
7 грудня 1927 року місто було офіційно засноване аргентинським урядом з метою консолідувати населення місцевості.
1930 року у місті відкрилася перша школа, у якій навчалося 26 учнів, а 1934 — перший шпиталь.
26 листопада 1973 року Ель-Калафате було офіційною визнано містом законом № 847 уряду провінції Санта-Крус.
Одним з головних лобістів створення Ель-Калафате й інших поселень регіону була Адміністрація Національних Парків Аргентини. У 1943 році розпочалися роботи зі спорудження управління Національного парку Лос-Гласьярес, які завершилися 1946 року. На той час Ель-Калафате налічувало близько сотні постійних мешканців. Впродовж багатьох років Адміністрація національних парків була головною організацією міста, яка постачала електроенергію, відкрила перший кінотеатр, будувала дороги та готелі, сприяла розвитку інфраструктури містечка.
За останні роки у місті було збудовано газопровід Болеадорас — Ель-Калафате довжиною 60 км і асфальтовану дорогу до популярного у туристів льодовика Періто-Морено протяжністю 80 км.
2000 року у місті відкрився аеропорт.
Своєю назвою Ель-Калафате завдячує індіанській назві барбарису самшитолистого, яка мовою теуельче звучить як калафате.

## Туризм

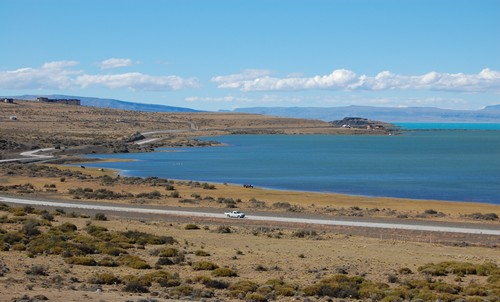
Вигляд озера Архентіно з міста
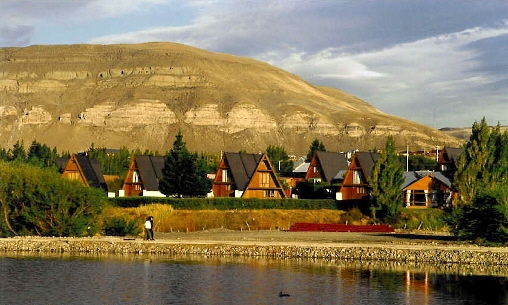
Будинки на березі озера
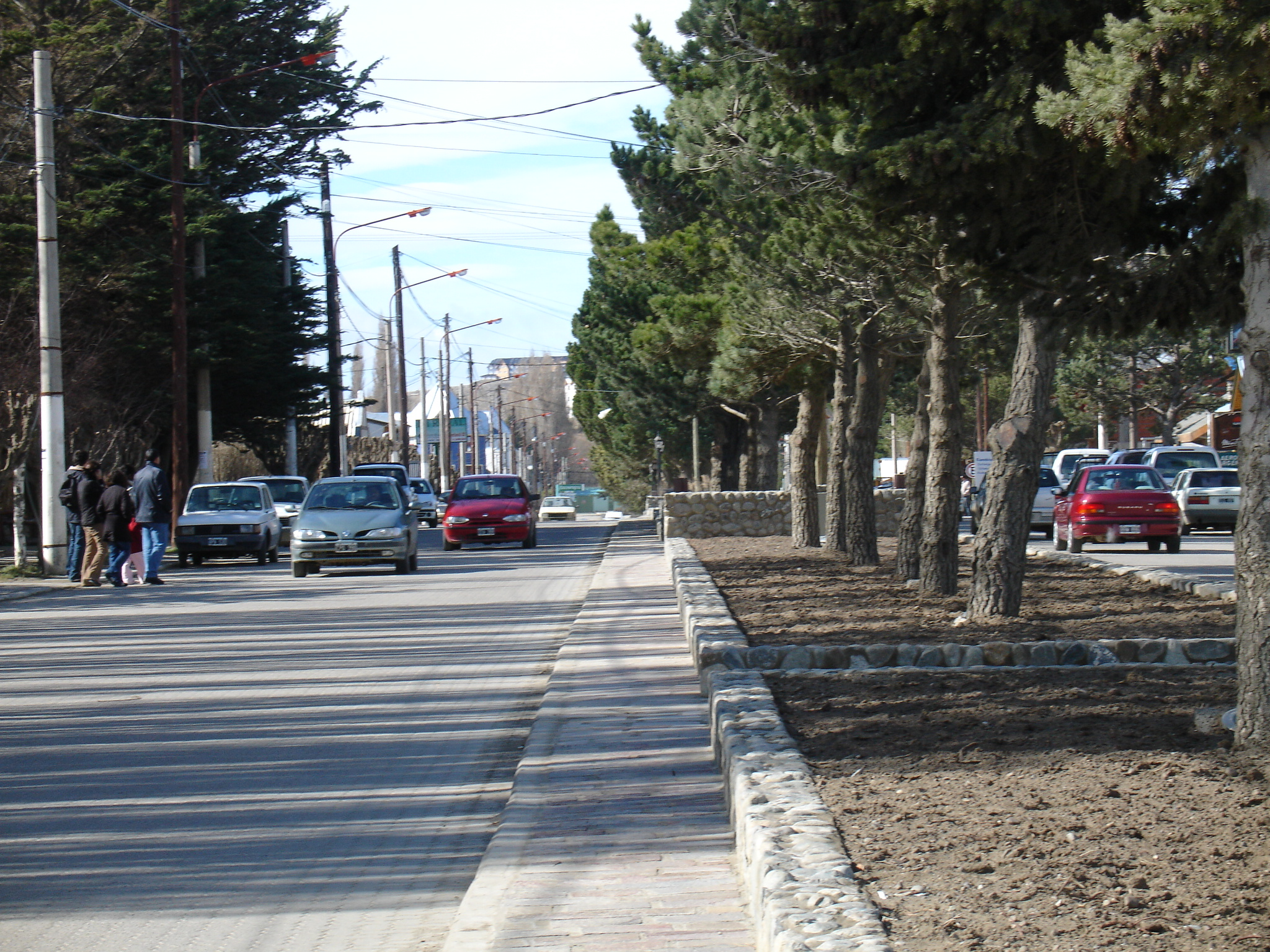
Авеніда Сан-Мартін
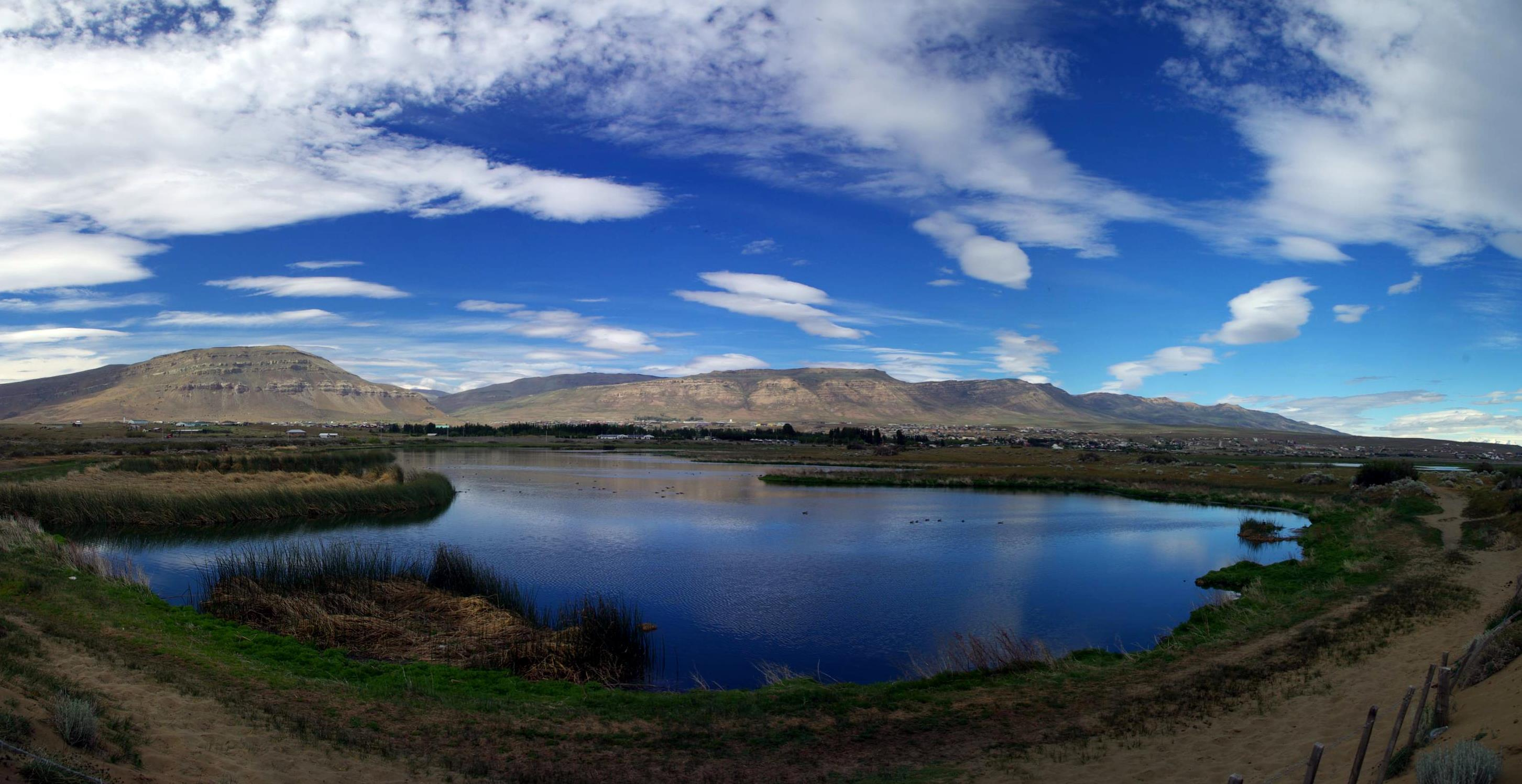
Лагуна Німез і Ель-Калафате

Туризм є основою економіки містечка Ель-Калафате. Завдяки розташуванню поблизу озер В'єдма і Архентіно, а також Національного парку Лос-Гласьярес, гори Фіцрой, Національного парку Торрес-дель-Пайне, Ель-Калафате є центром туристичної активності регіону.
З Ель-Калафате починаються екскурсії льодовиками місцевості, зокрема відомими Періто-Морено, Упсала, Спегацціні, Онеллі і Секо, трекінг навколишніми горами, водні прогулянки озерами Архентіно і Рока.
Іншими туристичними принадами міста є:
- стара будівля Управління національними парками, визнана історичною пам'яткою 14 лютого 2001 року
- регіональний музей, який працює з 1984 року
- перший будинок поселення, збудований 1908 року
- будинок Аугусто Німеса
- будинок родини Берберена
- мировий суд
- будинок Асунсьйон Фрейле де Мартін

У Ель-Калафате святкують такі події:
- 15 лютого — день озера Архентіно
- липень — фестиваль льоду
- 10 листопада — День Традиції, коли відзначається річниця з дня народження поета Хосе Ернандеса
- 7 грудня — день міста

## Транспорт
Місто Ель-Калафате має такі шляхи сполучення:
- автомобільні дороги:
  - провінційна траса № 11
  - провінційна траса № 15
- міжнародний аеропорт Команданте Армандо Тола (ісп. Aeropuerto Internacional de El Calafate "Comandante Armando Tola"), який знаходиться на відстані 23 км на схід від міста по провінційній трасі № 11